# Pujerra
Pujerra is een klein dorp in de Andalusische provincie Málaga tussen Estepona en Ronda. Het dorp bevindt zich ongeveer 116 kilometer van de provinciehoofdstad Málaga. Pujerra heeft ongeveer 330 inwoners die Pujerreños worden genoemd. In de omgeving staan veel kastanjebomen en in het dorp is een coöperatie die de kastanjes verwerkt.